# ماریا ونرستروم
ماریا ونرستروم (انگلیسی: Maria Wennerström؛ زادهٔ ۱۰ آوریل ۱۹۸۵) ورزشکار کرلینگ اهل سوئد است.